# Festival

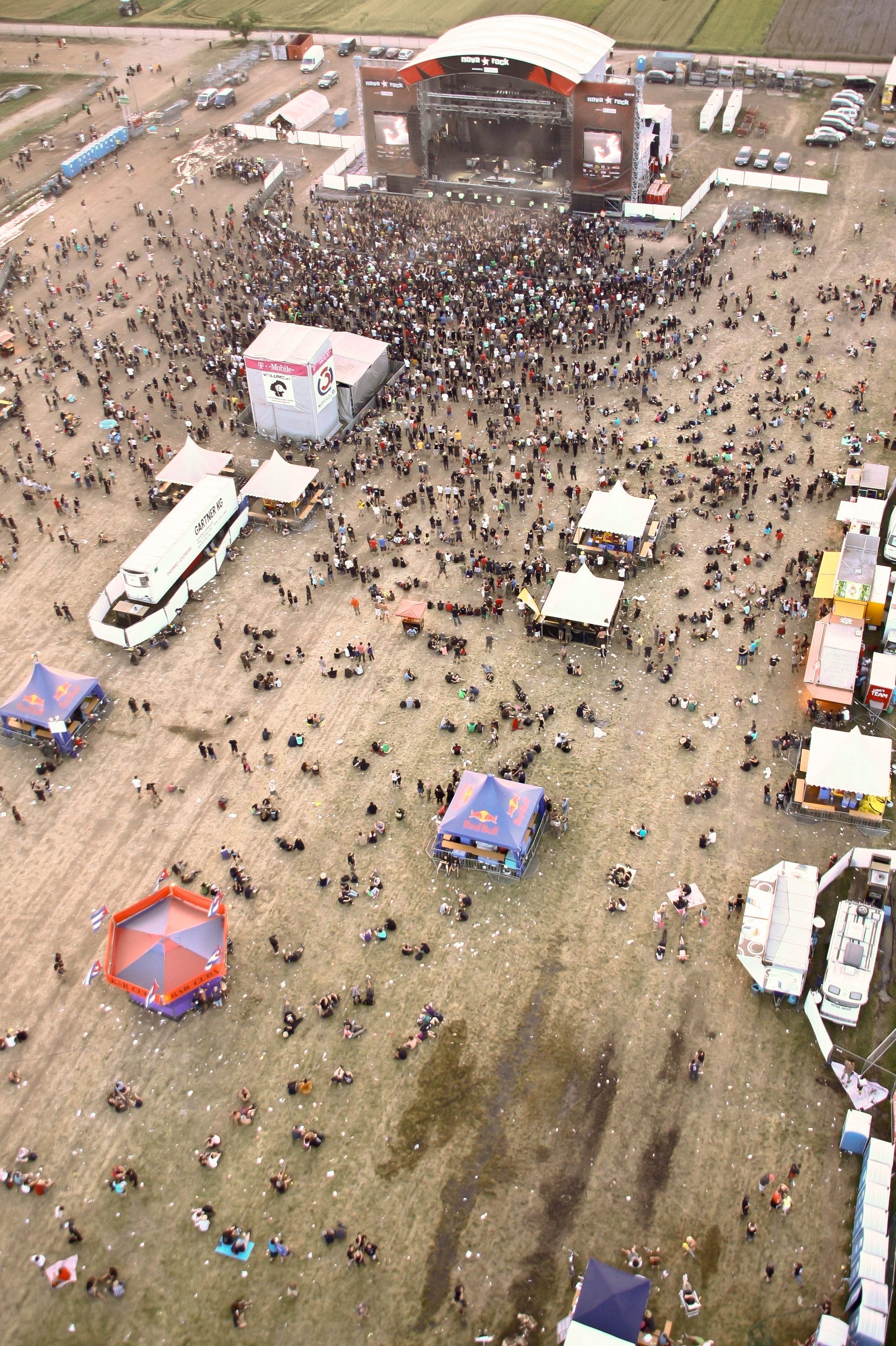
Musikfestival

Mit Festival (von lateinisch festivus ‚festlich, feierlich oder heiter‘) bezeichnet man zumeist eine mehrtägige Veranstaltung, bei der Künstler auftreten und Kunstproduktionen vorstellen. Im deutschsprachigen Raum heißen solche Veranstaltungen im Bereich der Hochkultur, insbesondere bei klassischer Musik und Theater, auch Festspiele.
Festivals können mit künstlerischen Wettbewerben ihres Genres verbunden sein oder selbst Wettbewerbscharakter tragen.
Besonders bei Musikfestivals benennt man die Zusammenstellung aller auftretenden Musiker bzw. Musikgruppen zu einem Gesamtprogramm oft mit dem Anglizismus Line-up.
Mögliche Festivalarten sind:
- Comicfestival
- Erzählkunstfestival
- Filmfestival bzw. Kurzfilmfestival
- Foodfestival
- Fotografiefestival
- Hörspielfestival[1]
- Jazzfestival
- Kabarettfestival
- Kulturfestival
- Kunstfestival
- Literaturfestival
- Medienfestival bzw. Jugendmedienfestival[2][3][4]
- Musikfestival (siehe auch Liste von Musikfestivals)
- Opernfestival
- Schlagerfestival
- Sommerfestival
- Sportfestival
- Tanzfestival
- Theaterfestival
- Winterfestival